# Haus Geist (Oelde)
Haus Geist bei Oelde in der Bauerschaft Ahmenhorst ist ein Wasserschloss im Stil der Lipperenaissance sowie des Barock und diente zeitweise als Niederlassung der Jesuiten.

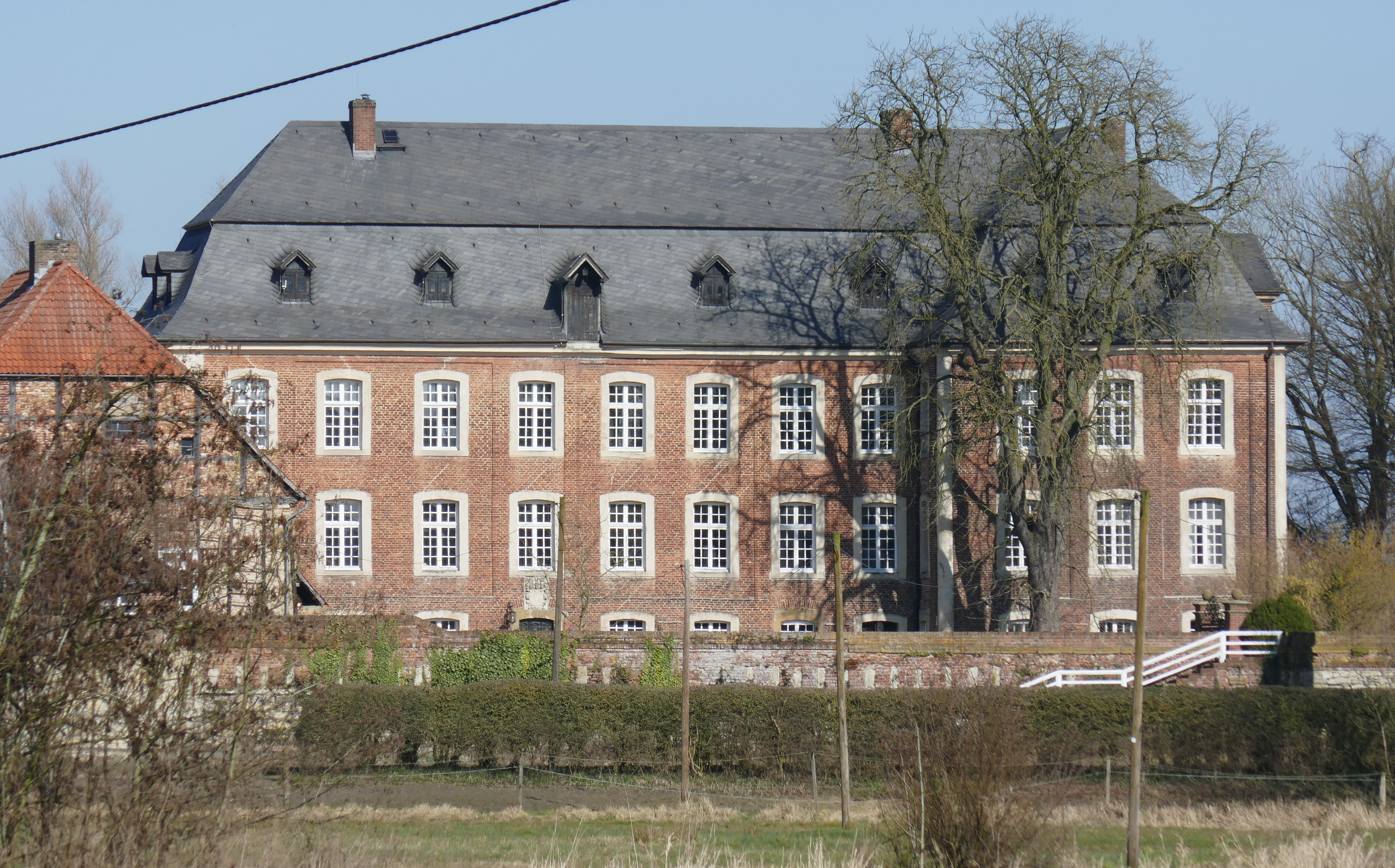
Hauptgebäude, Südansicht

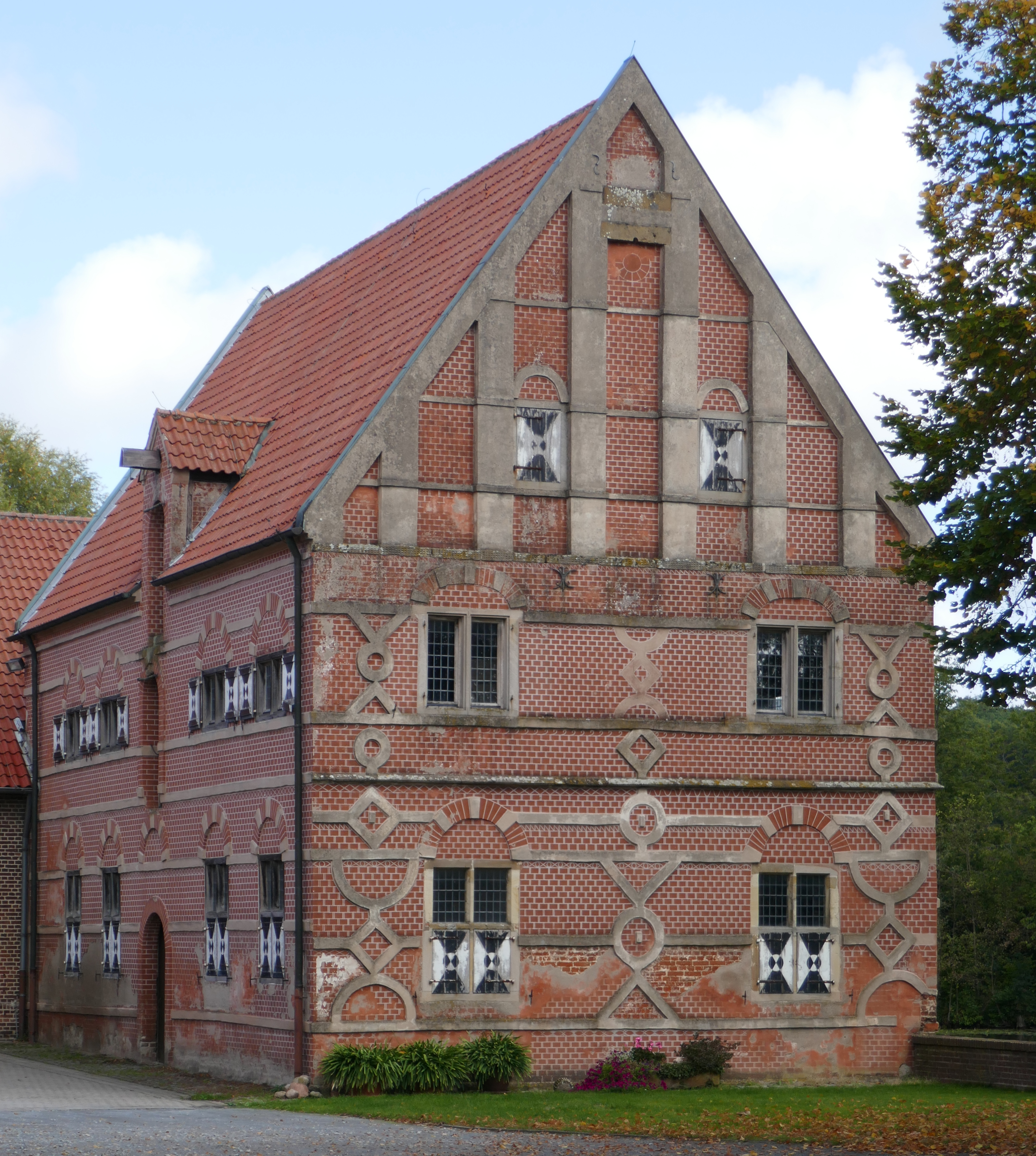
Brauhaus

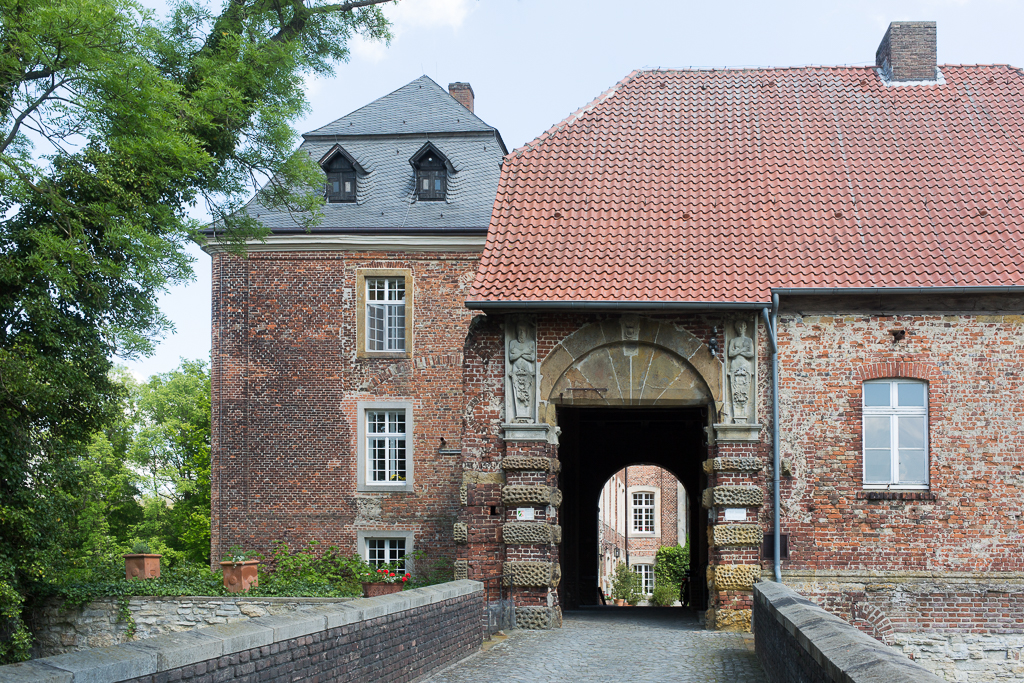
Torhaus

## Geschichte
Möglicherweise geht der Bau auf eine mittelalterliche Burg der Herren von Geist zurück. Deren bekanntester Vertreter war der Kanoniker und Dichter Bernhard von Geist im 13. Jahrhundert. Das Anwesen war vor 1427 im Besitz eines Zweiges der Familie der Wolff von Lüdinghausen. Später war es im Besitz der Familie von Oer. Über die Tochter des Landdrosten Jaspar von Oer fiel das Haus zeitweise an die Familie von Nesselrode. Im 16. Jahrhundert fiel es an die Familie von Loë. Zwischen 1560 und 1568 errichtete Baumeister Laurenz von Brachum der Ältere mit seinen Söhnen Rotger und Johannes einen Neubau im Stil der Lippe-Renaissance. Im Jahr 1593 kam das Schloss durch Heirat an Joachim von Büren. Moritz von Büren übertrug Haus Geist – wie seinen übrigen Besitz – 1640 testamentarisch dem Jesuitenorden.
Der Orden richtete dort nach dem Tod von Bürens ab 1661 eine Niederlassung ein. Heinrich Turck wurde 1664 Vizerektor der Niederlassung. Der Missionar Bernhard Havestadt lebte dort, ebenso Johann Bernhard Zumziel. Nach einem Brand wurde zwischen 1750 und 1755 der Nordflügel nach Plänen von Franz Christoph Nagel im Stil des Barock neu errichtet. Die eigentliche Bauleitung lag bei dem Jesuiten Franz Pfisterer.
Nach der Auflösung des Ordens fiel das Haus 1773 an das Hochstift Münster. Die Einkünfte aus dem Gut Haus Geist gingen an den so genannten Studienfonds zum Unterhalt der Universität Münster. Rechtsnachfolger des Hochstifts wurde nach 1803 der preußische Staat, der den Studienfonds weiterführte. Der Staat verpachtete Haus Geist 1884.
In den Wäldern von Haus Geist („Geisterholz“) haben die Bundespräsidenten in den ersten Jahrzehnten der Bundesrepublik Deutschland Jagden für das diplomatische Corps veranstaltet. Darin ist inzwischen ein Naturschutzgebiet ausgewiesen worden.

## Baulichkeiten
Die Gesamtanlage aus Vorburg und Hauptbau lag auf zwei Inseln umgeben von einem Gräftensystem. Teile der Gräben wurden im 19. Jahrhundert aufgefüllt. Auch erhebliche Teile der Bauten wurden abgebrochen. Vom Renaissancebau erhalten ist im Bereich der Vorburg der Ostflügel der Wirtschaftsbauten. Von diesen wurde das ehemalige Brauhaus 1982 restauriert. Die westlichen und nördlichen Flügel der Wirtschaftsbauten sind aus Backstein errichtet und mit Spolien im Stil der Renaissance aus Sandstein versehen. Der barocke Nordflügel des eigentlichen Schlossbaus auf der Hauptinsel ist erhalten. Er umfasst zwei Vollgeschosse und ein Mansarddach. Die noch bestehenden Bauten aus der Zeit der Renaissance wurden im 19. Jahrhundert abgebrochen. Erhalten aus dieser Zeit ist das Portal am Eingang des Torhauses und ähnliche Bauelemente.
Das Schloss und Kloster verfügte über einen Garten, von dem nur noch Reste erkennbar sind.